# اماپالوماب
اماپالوماب (انگلیسی: Emapalumab) نوعی داروست که هم‌اکنون مراحل آزمایشی را می‌گذراند. این دارو نوعی آنتی‌بادی ضد‌اینترفرون گاماست که برای درمان لنفوهیستیوسیتوز هموفاگوسیتیک معرفی شده است. این بیماری در حال حاضر لاعلاج است.
جامعه هدف این دارو بیماران زیر 18 سال است که به درمان‌های مرسوم پاسخ نمی‌دهند.